# Koreai idol

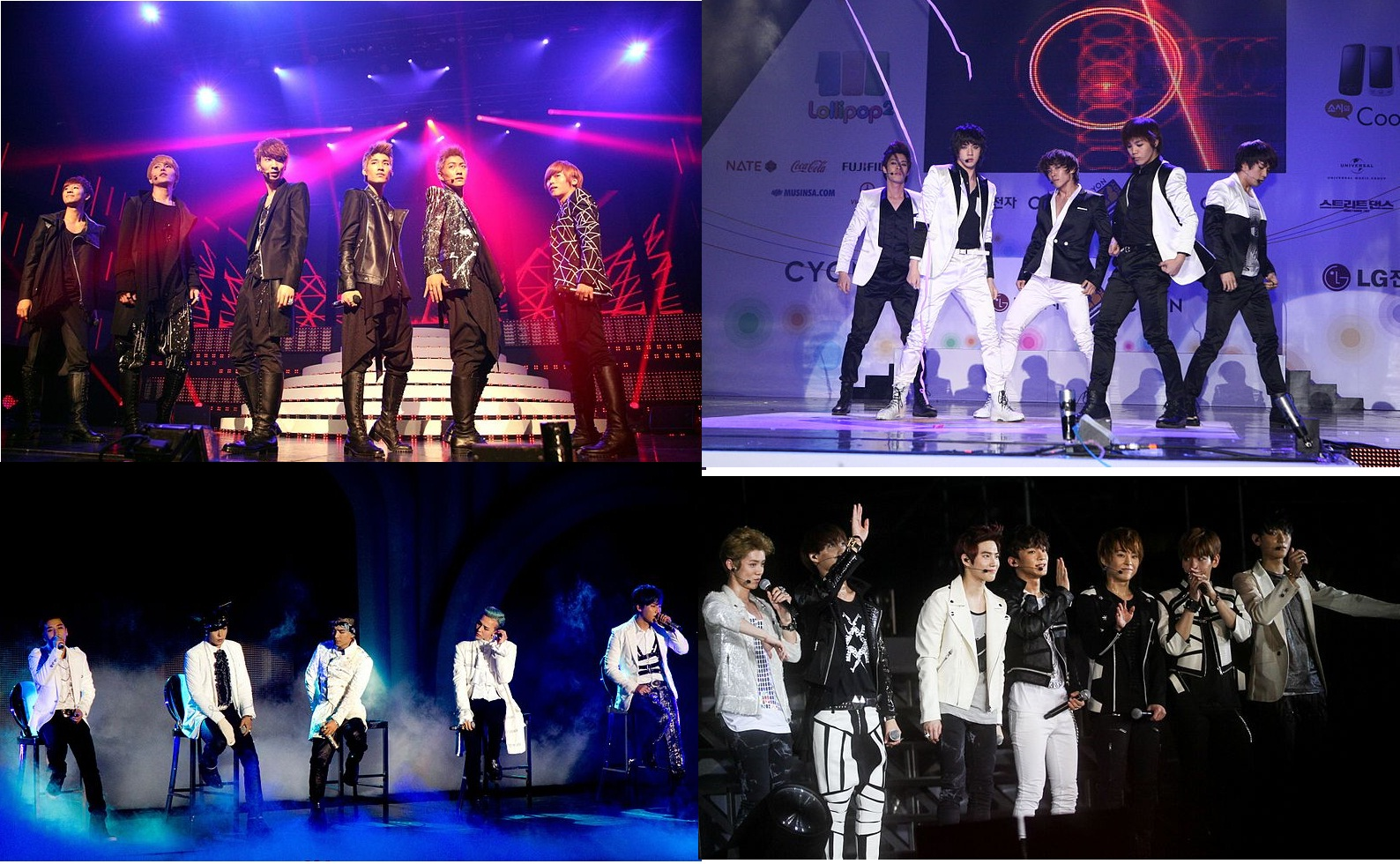
Óramutató járásával megegyezően: HITT, MBLAQ, Big Bang, EXO

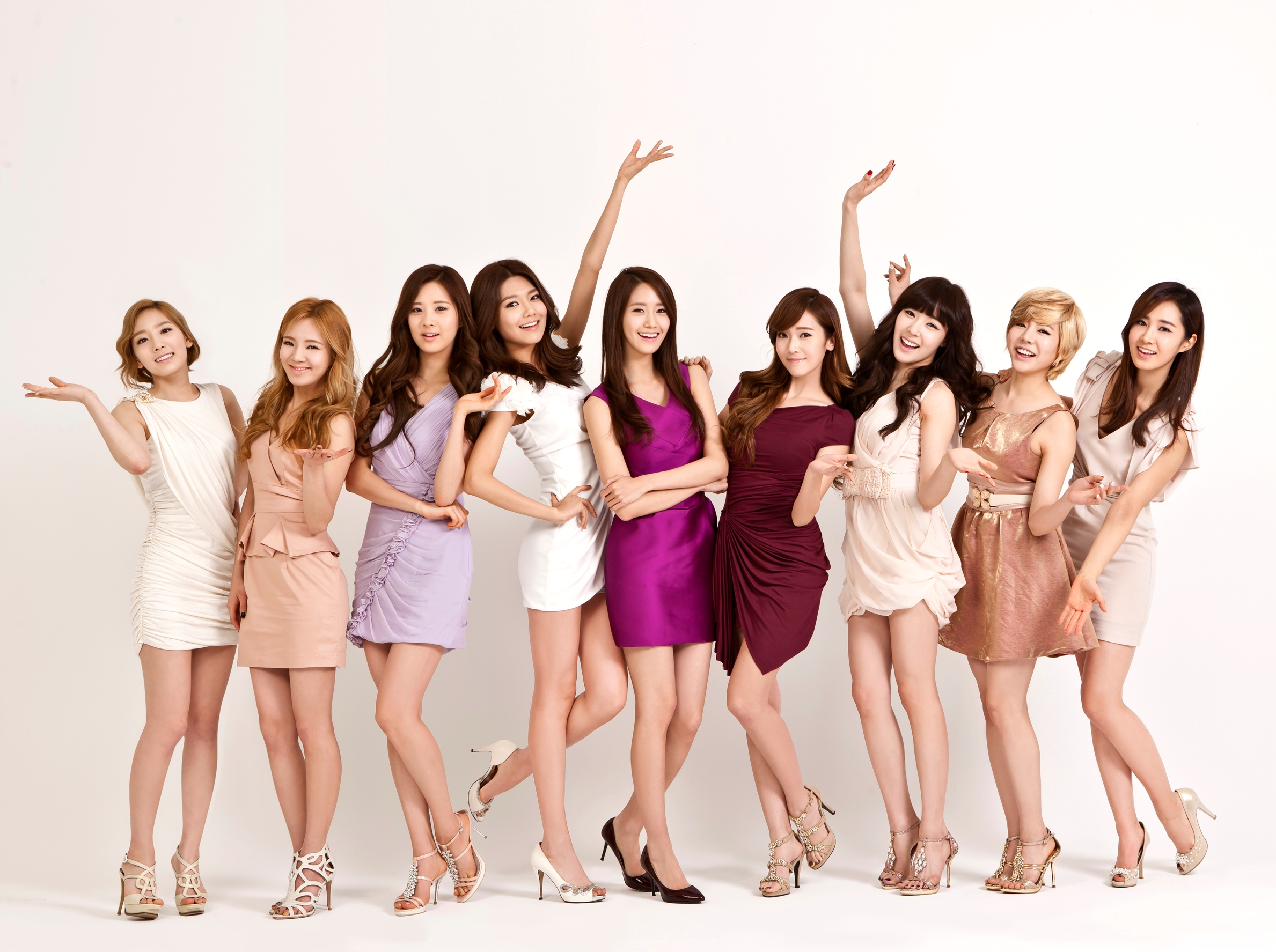
Girls’ Generation

A Koreai idol kifejezés a K-pop-hírességekre vonatkozik, akiknek nagy a rajongótáboruk, fiatalok és megtestesítik a kor szépségideálját. A K-pop-lány- és fiúegyütteseket, mint a Big Bang, a Beast vagy a Super Junior, általánosan idolegyüttesnek (idol group) hívják. Az idolok közé nem csak az együtteseket sorolják, hanem az olyan szólóelőadókat is, mint Rain.

## Általános jellemzőik
A férfi idolsztároknak két típusa létezik, az egyik a kkonminam (꽃미남, flower boy, „virágfiú”), mely a feminin szépségű idolsztárok elnevezése, ilyennek tartják a SHINee-t, a Super Juniort és az SS501-t. A másik típus a csimszungdol (짐승돌, „bestiális idol”), a férfias megjelenésű imázzsal rendelkező idolsztárok elnevezése. Az utóbbi fogalom a 2PM együttes megjelenésekor jött létre, de a Beast és az MBLAQ együtteseket is ide sorolják. Az idolsztárok ruhái, frizurái és az általuk használt kozmetikai termékek keresettek a fiatalok körében.
Az idolok rajongói klubjainak külön neve és színe van, amivel a rajongók az összetartozásukat fejezik ki. A rajongók extrém csoportját szaszengnek (사생) nevezik. Ezek a rajongók gyakran extrém módszerekkel próbálnak meg a sztárok közelébe férkőzni, a betöréstől, a lopástól és az idol fizikai zaklatásától sem riadnak vissza.

## Idolegyüttesek
Az idolegyüttesekben hierarchia működik, a mangne (막내), az együttesek legfiatalabb tagja, akire különösen odafigyelnek. Hagyományosan úgy tartják, az az együttes, amelyiknek „imádnivaló” a mangnéja, hamar népszerűvé válik. Az együttesek másik fontos tagja a vezér, akit vagy az együttes maga választ ki, vagy a menedzsment jelöl ki. A vezér feladata összetartani az együttes tagjait. Általában a legidősebb tagot választják, de vannak kivételek, számít a személyiség és a vezetői képesség is. Az idolegyüttesek tagjait a világon egyedülálló gyakornoki rendszerben képzik ki.